# Circonscription d'Ano
La circonscription d'Ano est une des 177 circonscriptions législatives de l'État fédéré Oromia, elle se situe dans la Zone Est Welega. Son représentant actuel est Adugna Jebisa Shuba.